# Bazegney
Bazegney település Franciaországban, Vosges megyében. Lakosainak száma 98 fő (2022. január 1.). Bazegney Racécourt, Vaubexy, Ahéville, Bouzemont és Derbamont községekkel határos.

## Népesség
A település népességének változása:
| Lakosok száma | 115  | 113  | 113  | 111  | 109  | 107  | 100  | 98   |
|               | 2013 | 2015 | 2017 | 2018 | 2019 | 2020 | 2021 | 2022 |